# Manganeutes agenor
Manganeutes agenor är en insektsart som beskrevs av Ronald Gordon Fennah 1965. Manganeutes agenor ingår i släktet Manganeutes och familjen Tropiduchidae. Inga underarter finns listade i Catalogue of Life.